# یوشکو ویدوشویچ
یوشکو ویدوشویچ (انگلیسی: Joško Vidošević؛ ۱۱ ژانویهٔ ۱۹۳۵ – ۱۰ اوت ۱۹۹۰) بازیکن فوتبال اهل یوگسلاوی بود.
از باشگاه‌هایی که در آن بازی کرده است می‌توان به باشگاه فوتبال لوگانو و باشگاه فوتبال هایدوک اسپلیت اشاره کرد.
وی همچنین در تیم‌های ملی فوتبال یوگسلاوی و کرواسی بازی کرده است.
وی در مسابقات کشوری و بین‌المللی در مجموع برندهٔ ۱ مدال نقره شده است.